# Прапор Воронезького сільського поселення (Краснодарський край)
Прапор Воронезького сільського поселення — офіційний символ Воронезького сільського поселення Усть-Лабінского району Краснодарського краю Російської Федерації.
Прапор затверджений 3 вересня 2012 року рішенням Ради Воронезького сільського поселення № 3 та внесений до Державного геральдичного реєстру РФ.

## Опис
«Прямокутне полотнище зі співвідношенням ширини до довжини 2:3, що відтворює композицію герба Воронезького сільського поселення Усть-Лабінського району в малиновому, синьому, білому і жовтому кольорах».
Геральдичний опис герба мовить: «У розсіченому пурпурному і блакитному полі поверх усього — срібний хвилястий край і над ним угорі — срібний хрест, оточений розімкненим золотим вінком з колосків, а внизу — козачі шаблі навхрест, у піхвах (руків'ями догори і лезами донизу)».

## Символіка
Прапор мовою символів та алегорій відображає історичні, культурні та економічні особливості сільського поселення.
Станиця Воронезька заснована в 1804 році переселенцями з Дону біля Воронезького редуту, спорудженого в кінці XVIII століття і названого на честь Воронезького мушкетерского полку. До об'єднання Чорноморського козацького війська з Кавказьким лінійним козацьким військом в єдине Кубанське козацьке військо землі Воронезької станиці межували з Чорномор'ям, на що алегорично вказує поділ полотнища на пурпур і блакить.
Малиновий колір є визначальним кольором запорізьких (чорноморських) козаків. Малиновий колір символізує квітучу землю, вірність, скромність, побожність.
Лазуровий (синій) колір є визначальним кольором засновників станиці — донців і кавказьких лінійних козаків, до яких колись належали воронезці. Синій колір символізує чисте небо, честь, щирість, чеснота, піднесені прагнення.
Білий хрест, у геральдиці званий ключовим, зовнішньою формою нагадує нагрудний полковий хрест Воронезького 124-го полку, в честь якого станиця отримала своє найменування. Срібний ключовий хрест також співзвучний і з ключем (джерелом), що розташовувався вздовж берега річки Кубань на кордоні між чорноморськими та лінійними кавказькими козаками. Біла хвиляста смуга алегорично вказує на річку Кубань, на березі якої стояв Воронезький редут і вздовж якої зараз розташована Воронезька станиця.
Зображення козацьких шабель також алегорично вказує на два козацьких війська, згодом об'єднаних ув єдине Кубанське козацьке військо. Зображення хреста розташованого у вінку з пшеничного колосся вказує на те, що воронезці не лише козаки, але й хлібороби.